# HK Krzemieńczuk
HK Krzemieńczuk (ukr. ХК Кременчук – transkr. pol. HK Kremenczuk) – ukraiński klub hokejowy z siedzibą w Krzemieńczuku.

## Historia
W edycji UHL 2019/2020, wydłużonej czasowo z uwagi na pandemię COVID-19, Krzemieńczuk zdobył pierwszy w historii klubu tytuł mistrzowski. Drużynę poprowadził do triumfu trener Ołeksandr Sawycki. W siódmym meczu rozgrywki finałowej Krzemieńczuk wygrał z Donbasem Donieck po dogrywce 3:2, a zwycięskiego gola zdobył w 67 minucie kapitan drużyny, Rosjanin Nikołaj Kisielow. W edycji UHL 2021/2022 doszło do rozpadu ligi, a następnie przerwania rozgrywek wskutek inwazji Rosji na Ukrainę, po czym drużynie z Krzemieńczuka uznaniowo przyznano srebrny medal. Z tego tytułu drużyna latem 2022 została zgłoszona do Pucharu Kontynentalnego 2022/2023, zajmując miejsce wycofanego mistrza Ukrainy, Sokiłu Kijów. Przed sezonem 2022/2023 w składzie drużyny HK Krzemieńczuk po raz pierwszy od edycji 2014/2015 nie było ani jednego zawodnika spoza Ukrainy.

## Sukcesy
- Srebrny medal mistrzostw Ukrainy: 2015, 2017, 2018, 2022, 2023, 2024
- Brązowy medal mistrzostw Ukrainy: 2016, 2019, 2021
- Złoty medal mistrzostw Ukrainy: 2020, 2025

## Trenerzy
Od 2016 do 2019 asystentem w sztabie trenerskim był Pawło Michonik. Do 2017 trenerem był Dmytro Pidhurski, od tego roku I trenerem został Ołeksandr Sawycki (w tym czasie Sawycki był selekcjonerem kadry Ukrainy, a Pidhurski został jego asystentem). W połowie 2018 do sztabu trenerskiego, złożonego z Sawyckiego i Pawła Michonika, dołączył były zawodnik zespołu, Denys Isajenko. W 2019 do sztabu Sawyckiego weszli Ołeksandr Sokołow i Dmytro Sumeć.